# یورگن ریتناور
یورگن ریتناور (انگلیسی: Jürgen Rittenauer؛ زادهٔ ۱۸ مهٔ ۱۹۸۶) بازیکن فوتبال اهل آلمان است.
از باشگاه‌هایی که در آن بازی کرده‌است می‌توان به باشگاه فوتبال هالشر، باشگاه فوتبال وی‌اف‌آر آلن، و باشگاه فوتبال هوفنهایم اشاره کرد.